# Lukáš Petřvalský
Lukáš Petřvalský (* 28. prosince 1975, Ostrava) je český varhaník, skladatel a pedagog.

## Život
Od svých pěti let se věnoval hře na klavír, později vystudoval hru na varhany u prof. Jana Marka. Po absolutoriu realizoval četná koncertní vystoupení doma i v zahraničí (Itálie, Maďarsko, Slovensko, Polsko, Německo, Portugalsko, Nizozemsko). Je absolventem hudební vědy na Filozofické fakultě Univerzity Karlovy v Praze. Během studia muzikologie se věnoval též studiu kompozice pod vedením hudebního skladatele Eduarda Douši. Od roku 1998 působil jako hlavní varhaník kostela sv. Ignáce v Praze až do roku 2001. Od roku 2003 rozvíjí svou uměleckou činnost jako titulární varhaník v kostele sv. Jakuba v Berouně, stejně tak je titulárním varhaníkem Kolegiátní kapituly Nanebevzetí Panny Marie na hradě Karlštejně. V roce 2004 byl jmenován hostujícím varhaníkem Collegio Internazionale del Gesù v Římě. V roce 2005 komponoval sérii skladeb liturgické hudby pro Radio Vaticana. Pedagogicky působí na Malostranském gymnáziu a základní škole v Praze, kde vyučuje dějepis, hudební výchovu a vede seminář zaměřený na dějiny menšin a lidská práva.
Lukáš Petřvalský byl v roce 2007 jmenován pražským arcibiskupem Miloslavem kardinálem Vlkem členem Interdiecézní liturgické komise a uveden do liturgické funkce varhaníka. Téhož roku byl papežskou společností pro liturgickou hudbu Universa Laus v Římě vyzván k trvalé spolupráci v oblasti liturgické hudby. Od roku 2019 je dramaturgem Mezinárodního hudebního festivalu Talichův Beroun. Pro Českou televizi vytváří a moderuje pořady o varhanách a liturgické hudbě. Je znám jako improvizátor a skladatel. Ve své tvorbě neusiluje o hledání nových cest hudebního vyjadřování. Jeho kompozice vycházejí z tradičních prvků, které staví do nových souvislostí. Vlivem prostředí, v němž utvářel svůj hudební jazyk, se v jeho skladbách zřetelně odráží gregoriánský chorál, modalita a tradiční formy.

## Ocenění
- 2003 – titulární varhaník Kolegiátní kapituly Nanebevzetí Panny Marie na hradě Karlštejně[1]
- 2007 – člen Interdiecézní liturgické komise[1]